# Augustówka (Kolno)
Augustówka (deutsch Augustwalde) ist ein Ort in der polnischen Woiwodschaft Ermland-Masuren. Er gehört zur Gmina Kolno (Landgemeinde Groß Köllen) im Powiat Olsztyński (Kreis Allenstein).

## Geographische Lage
Augustówka liegt in der nördlichen Mitte der Woiwodschaft Ermland-Masuren, 17 Kilometer südwestlich der früheren Kreisstadt Rößel (polnisch Reszel) bzw. 37 Kilometer nordöstlich der heutigen Kreismetropole und auch Woiwodschaftshauptstadt Olsztyn (deutsch Allenstein).

## Geschichte
Augustwalde wurde um 1900 als Vorwerk gegründet. Der Ort war bis 1928 ein Wohnplatz der Landgemeinde Görkendorf (polnisch Górkowo) im ostpreußischen Kreis Rößel. Im Jahre 1905 zählte er 41 Einwohner. Als am 30. September 1928 der Nachbarort Teistimmen (polnisch Tejstymy) nach Görkendorf eingemeindet wurde, und Görkendorf zeitgleich in „Teistimmen“ umbenannt wurde, war Augustwalde noch bis 1945 ein Wohnplatz der Gemeinde Teistimmen.
Mit der Abtretung des gesamten südlichen Ostpreußens an Polen in Kriegsfolge im Jahre 1945 erhielt Augustwalde die polnische Namensform „Augustówka“. Der Ort ist heute nach Górkowo (Görkendorf) integriert und somit eine Ortschaft innerhalb der Gmina Kolno (Landgemeinde Groß Köllen) im Powiat Olsztyński (Kreis Allenstein), von 1975 bis 1998 der Woiwodschaft Olsztyn, seither der Woiwodschaft Ermland-Masuren zugehörig.

## Kirche
Bis 1945 war Augustwalde in die evangelische Kirche Bischofsburg (polnisch Biskupiec) in der Kirchenprovinz Ostpreußen der Kirche der Altpreußischen Union, außerdem in die römisch-katholische Kirche Lautern (polnisch Lutry) im damaligen Bistum Ermland eingepfarrt.
Der kirchliche Bezug zur Stadt Biskupiec besteht noch heute: katholischerseits nun allerdings in das Erzbistum Ermland eingegliedert, evangelischerseits jetzt zur dortigen Kapellengemeinde der Pfarrei Sorkwity (Sorquitten) in der Diözese Masuren der Evangelisch-Augsburgischen Kirche in Polen.

## Verkehr
Nach Augustówka führt von Górkowo (Görkendorf) an der polnischen Landesstraße 57 (ehemalige deutsche Reichsstraße 128) aus eine nicht ausgebaute Verbindungsstraße. Ein Bahnanschluss existiert nicht.